# نبیل تایدر
نبیل تایدر (عربی: نبيل تايدر؛ زادهٔ ۲۶ مهٔ ۱۹۸۳) بازیکن فوتبال اهل تونس است.
از باشگاه‌هایی که در آن بازی کرده‌است می‌توان به باشگاه فوتبال سیواس‌اسپور، باشگاه فوتبال ستاره ساحلی، باشگاه فوتبال تولوز، باشگاه فوتبال لوکوموتیو صوفیه، باشگاه فوتبال استاد رنس، باشگاه فوتبال گوریتسا، باشگاه فوتبال نووارا، باشگاه فوتبال پارما، باشگاه فوتبال لوریان، و باشگاه فوتبال کومو اشاره کرد.
وی همچنین در تیم‌های ملی فوتبال زیر ۲۱ سال فرانسه و تونس بازی کرده‌است.